# Deltistes luxatus
Deltistes luxatus là một loài cá vây tia thuộc họ Catostomidae. Đây là loài còn sống duy nhất của chi Deltistes. Loài này chỉ thấy ở Hoa Kỳ.

## Hình ảnh

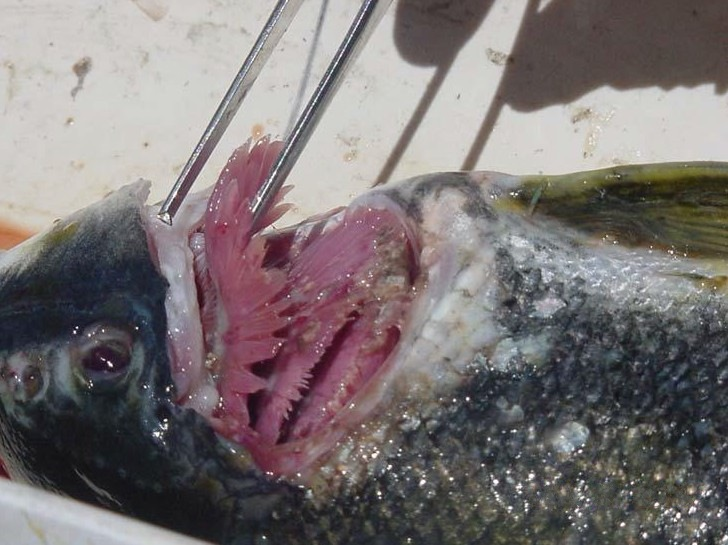
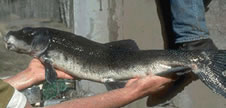
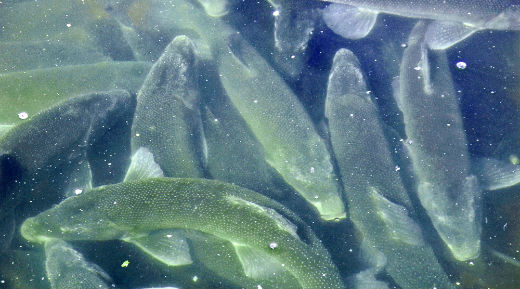